# Xysticus crispabilis
Xysticus crispabilis là một loài nhện trong họ Thomisidae.
Loài này thuộc chi Xysticus. Xysticus crispabilis được miêu tả năm 1996 bởi Da-xiang Song & Gao.